# La Trinité (Manica)
La Trinité è un comune francese di 395 abitanti situato nel dipartimento della Manica nella regione della Normandia.
Appartiene al cantone di Villedieu-les-Poêles nella circoscrizione (arrondissement) di Saint-Lô.

## Storia

### Simboli
Lo stemma comunale riunisce elementi ripresi dai blasoni di varie famiglie: la fascia, il tortello e il giglio dei Collardin, le conchiglie dei Thieuville e il leone con l'alabarda dei Le Prévost.

## Società

### Evoluzione demografica
Abitanti censiti